# Kazimierz Łyszczyński

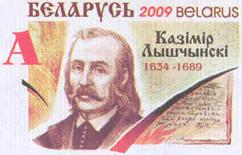
Sello postal bielorruso en honor del 375.º aniversario del nacimiento de Kazimierz Lyszczynski (realizado por el artista N. Ryzy).

Kazimierz Łyszczyński (Łyszczyce, 4 de marzo de 1634-Varsovia, 30 de marzo de 1689), también conocido como Casimir Liszinski, fue un aristócrata polaco, terrateniente en el voivodato Brest Litovsk del Gran Ducado de Lituania, filósofo y soldado al servicio de la familia Sapieha. Es conocido por haber sido juzgado y ejecutado por su ateísmo, a los 55 años.

## Biografía
Nació en la villa polaca de Lyszczyce (hoy en Bielorrusia). Durante ocho años estudió filosofía como jesuita y luego se convirtió en podsędek (juez de suministros) en los casos legales en contra de los jesuitas en temas inmobiliarios.
Escribió un tratado titulado La no existencia de Dios por el que fue ejecutado, acusado de ateísmo. Su juicio ha sido criticado y es visto como un caso de la legalización del «asesinato religioso» en Polonia.

## «De non existentia Dei»
Lyszczynski escribió un tratado titulado De non existentia Dei (‘acerca de la no existencia de Dios’), donde declaró que Dios no existe y que las religiones son invenciones humanas.

1) Les rogamos, oh teólogos, por vuestro Dios, si de esta manera no apagan la luz de la razón, si no expulsan al Sol de este mundo, si no abaten a vuestro Dios desde el cielo, al atribuirle lo imposible, las características y atributos que se contradicen entre sí.

2) Los seres humanos son los creadores de Dios, y Dios es un concepto y una creación de los seres humanos. Por lo tanto los arquitectos e ingenieros de Dios son los seres humanos, y Dios no es un ser verdadero sino un ser que existe solamente en la mente, porque es quimérico por naturaleza, ya que un dios y una quimera son lo mismo.

3) La religión fue constituida por personas sin religión, que querían ser adoradas ellas mismas, ya que los dioses no existen. La piedad religiosa fue creada por impíos. El temor de Dios fue difundido por temerarios para que la gente tuviera miedo de ellos al final. La devoción que se dice piadosa es un diseño de los seres humanos. Las doctrinas religiosas, ya sea que digan ser lógicas o filosóficas, y que se jactan de ser la enseñanza de la verdad de Dios, son falsas, y por el contrario, la doctrina condenada como falsa, es la verdadera.

4) Las personas sencillas son engañadas por las más astutas con la fabricación de Dios para su propia opresión. Esas mismas personas protegen la opresión, de manera tal, que si un sabio intentara liberarlos mediante la verdad, sería reprimido por las mismas personas.

5) Sin embargo, no experimentamos dentro de nosotros tal imperativo de la razón, que nos asegure la verdad de la revelación divina. ¡Ay si estuviera presente en nosotros! Entonces todo el mundo tendríamos que reconocerlo y no tendríamos dudas y no estaríamos en contradicción con los escritos de Moisés, con los Evangelios ―que no son ciertos― y no habría diferentes religiones con seguidores (como Mahoma, etc.). Este imperativo no es conocido, y no solo hay dudas, sino que algunos hasta niegan la revelación divina. Y esos no son tontos, sino sabios, que con un razonamiento adecuado demuestran ¿qué? Todo lo contrario, eso que también demuestro aquí: en conclusión, que Dios no existe.
Kazimierz Lyszczynski

## Juicio y ejecución
Lyszczynski leyó un libro de Henry Aldsted titulado Theologia naturalis (‘teología natural’), que trataba de demostrar de manera lógica la existencia de Dios. Sin embargo, los argumentos eran tan confusos que Lyszczynski pudo inferir muchas contradicciones. Ridiculizando a Aldsted, Lyszczynski escribió en los márgenes del libro las palabras «ergo non est Deus» (‘por lo tanto, Dios no es’).
Esto fue descubierto por uno de los deudores de Lyszczynski, Jan Kazimierz Brzoska, que era el nuncio de la provincia de Brest (Bielorrusia) en Polonia (o un stolnik de Bracławice o Łowczy de Brześć). Brzoska ―que era reacio a devolver una gran suma de dinero que le había prestado Lyszczynski―, lo acusó de ser ateo y entregó el ejemplar escrito de Theologia naturalis como evidencia ante Witwicki, obispo de Poznań.
Brzoska robó y entregó a la corte una copia escrita a mano de De no existentia Dei, que fue el primer tratado de filosofía en polaco en presentar la realidad desde una perspectiva atea, en el que Lyszczynski había estado trabajando desde 1674.
Witwicki ―junto con Zaluski, el obispo de Kiev (Ucrania)― tomó este caso con celo. El rey intentó ayudar a Lyszczynski ordenando que fuese juzgado en Vilna, pero esto no pudo salvar Lyszczynski del clero. El primer privilegio de Lyszczynski como aristócrata ―que no podía ser encarcelado antes de ser condenado por un juez― fue violado.
El caso de Lyszczynski fue llevado ante la Dieta de 1689, donde fue acusado de haber negado la existencia de Dios y de haber blasfemado contra la Virgen María y los santos.
Durante el juicio, Lyszczynski afirmó que su De non existentia Dei se iba a tratar acerca de un debate entre un católico y un ateo, en el que finalmente el católico vencería. Le dijo a los miembros de la dieta que el trabajo iba a tener un título diferente a ‘Acerca de la no existencia de Dios’). Afirmó que él solamente había escrito la primera mitad de la obra (es decir, solo el argumento del ateo) y luego dejó de escribir por consejo de un sacerdote.
Fue condenado a muerte por ateísmo. La sentencia se llevó a cabo antes del mediodía en el mercado de la ciudad vieja de Varsovia, ante todo el pueblo.
El obispo Załuski escribió el siguiente relato de la ejecución:

Después de la retractación el culpable fue conducido al cadalso, donde el verdugo le arrancó con un hierro ardiente los labios y la lengua, con los que había sido cruel en contra de Dios. Después sus manos ―instrumentos de la producción abominable―, fueron quemadas a fuego lento. Los papeles sacrílegos fueron arrojados a las llamas. Finalmente ese monstruo de su siglo, este deicida fue arrojado a las llamas expiatorias (expiatorias si es que tal delito puede ser expiado).
Załuski (obispo de Kiev)

Después de eso, su cadáver fue trasladado más allá de las fronteras de la ciudad y decapitado.

## Transcripción del juicio
En una biblioteca de Kornik se encuentra una transcripción del procedimiento, incluyendo un discurso de Szymon Kurowicz Zabistowski (instigator regni del Gran Ducado de Lituania), quien citó fragmentos de De non existentia Dei. El tratado y sus copias fueron destruidos por la dieta, pero sobrevivieron varias citas de fragmentos.

## Estatus de Lyszczynski en la Polonia moderna

Escudo de armas de Kazimierz Lyszczynski.

En la Polonia comunista, Lyszczynski llegó a ser celebrado como un mártir de la causa atea. En una serie de documentos, Andrzej Nowicki presentó una visión romántica de Lyszczynski, afirmando que

En términos de la amplitud de su horizonte intelectual, la minuciosidad de su erudición filosófica y la audacia de su pensamiento, él fue sin duda la mente polaca más eminente de su época.
Andrzej Nowicki